# Ma Haijun
Ma Haijun (马海军, * 1. Januar 1985) ist ein chinesischer Radrennfahrer.
Ma Haijun gewann 2004 bei den Bahnrad-Asienmeisterschaften die Bronzemedaille beim Kilometer-Zeitfahren. 2006 wurde er bei der Tour of Qinghai Lake und bei der Tour of Hainan jeweils einmal Etappendritter. Außerdem belegte er bei der Gesamtwertung der Tour of South China Sea den dritten Rang. 2007 wurde er Dritter bei der Berner Rundfahrt und Zweiter in der Gesamtwertung der Tour des Pays de Savoie. Bei der B-Weltmeisterschaft in Kapstadt gewann er das Einzelzeitfahren.

## Erfolge
2007
- B-Weltmeister – Einzelzeitfahren
- eine Etappe Tour of South China Sea

## Teams
- 2009 Qinghai Tianyoude Cycling Team
- 2010 Qinghai Tianyoude Cycling Team

- 2012 Malak Cycling Team